# Iris Vermillion
Iris Vermillion (* 1960 in Bielefeld) ist eine deutsche Opernsängerin (Mezzosopran).

## Leben
Iris Vermillion studierte Flöte und Gesang an der Hochschule für Musik Detmold und der Hochschule für Musik und Theater Hamburg bei Mechthild Böhme und Judith Beckmann. Zudem besuchte sie Meisterklassen bei Erik Werba, Christa Ludwig und Hermann Prey.
Sie wirkte zunächst am Staatstheater Braunschweig und wurde 1988 von Götz Friedrich an die Deutsche Oper Berlin berufen. Internationalen Erfolg erlangte sie unter Nikolaus Harnoncourt in Amsterdam und 1991 in Richard Strauss’ Capriccio unter Horst Stein bei den Salzburger Festspielen. Im Jahr 2000 sang sie Gustav Mahlers Kindertotenlieder bei den Osterfestspielen Salzburg unter Kurt Masur.
Sie arbeitete u. a. mit Georg Solti, Daniel Barenboim, Claudio Abbado, Giuseppe Sinopoli, Riccardo Chailly und René Jacobs zusammen.

## Preise
- 1985: Preis beim Internationalen Brahms-Wettbewerb in Hamburg
- 1986: Erster Preis beim Bundeswettbewerb Gesang Berlin
- 2008: Deutscher Theaterpreis Der Faust